# Districte de Most
El districte de Most -(en txec Okres Most) és un districte de la regió d'Ústí nad Labem, a la República Txeca. La capital és Most.

## Llista de municipis
Bečov -
Bělušice -
Braňany -
Brandov -
Český Jiřetín -
Havraň -
Hora Svaté Kateřiny -
Horní Jiřetín -
Klíny -
Korozluky -
Lišnice -
Litvínov -
Lom -
Louka u Litvínova -
Lužice -
Malé Březno -
Mariánské Radčice -
Meziboří -
Most -
Nová Ves v Horách -
Obrnice -
Patokryje -
Polerady -
Skršín -
Volevčice -
Želenice